# Reliegos
Reliegos ou Reliegos de las Matas est une localité du municipio (municipalité ou canton) de Santas Martas dans la comarque de Vega del Esla, province de León, communauté autonome de Castille-et-León, dans le Nord de l'Espagne.
Cette localité est une halte sur le Camino francés du Pèlerinage de Saint-Jacques-de-Compostelle.

## Culture et patrimoine

### Pèlerinage de Compostelle
Sur le Camino francés du Pèlerinage de Saint-Jacques-de-Compostelle, on vient de Calzadilla de los Hermanillos depuis la Calzada Romana, ou bien de El Burgo Ranero ou de Villamarco de las Matas sur le Camino Real sur une variante sud.
La prochaine halte est Mansilla de las Mulas, commune aux deux variantes.

## Sources et références
- (es) Cet article est partiellement ou en totalité issu de l’article de Wikipédia en espagnol intitulé « Reliegos » (voir la liste des auteurs).
- Grégoire, J.-Y. & Laborde-Balen, L. , « Le Chemin de Saint-Jacques en Espagne - De Saint-Jean-Pied-de-Port à Compostelle - Guide pratique du pèlerin », Rando Éditions, mars 2006,  (ISBN 2-84182-224-9)
- « Camino de Santiago St-Jean-Pied-de-Port - Santiago de Compostela », Michelin et Cie, Manufacture Française des Pneumatiques Michelin, Paris, 2009,  (ISBN 978-2-06-714805-5)
- « Le Chemin de Saint-Jacques Carte Routière », Junta de Castilla y León, Editorial